# الإنجليزية البريطانية

مقارنة بين التهجئة الكندية و مثيلتيها الأمريكية والبريطانية.

الإنجليزية البريطانية هي اللهجة القياسية للغة الإنجليزية تحدُّثًا وكتابةً في المملكة المتحدة. توجد اختلافات في اللغة الإنجليزية الرسمية المكتوبة في المملكة المتحدة. على سبيل المثال، تُستخدم صفة وي بشكل حصري تقريبًا في أجزاء من اسكتلندا وشمال شرق إنجلترا وأيرلندا وأحيانًا يوركشاير، بينما يسود القليل في أماكن أخرى. ومع ذلك، هناك درجة ذات مغزى من التوحيد في اللغة الإنجليزية المكتوبة داخل المملكة المتحدة، ويمكن وصف ذلك بالمصطلح الإنجليزية البريطانية. ومع ذلك، فإن أشكال اللغة الإنجليزية المنطوقة تختلف بشكل كبير عنها في معظم مناطق العالم الأخرى حيث يتم التحدث باللغة الإنجليزية، لذا فإن تطبيق مفهوم موحد للغة الإنجليزية البريطانية هو أكثر صعوبة للتطبيق على اللغة المحكية. وفقًا لتوم ماك آرثر في دليل أكسفورد للغة الإنجليزية العالمية، فإن الإنجليزية البريطانية تشارك «كل الغموض والتوترات في كلمة» بريطاني «ونتيجة لذلك يمكن استخدامها وتفسيرها بطريقتين، على نطاق أوسع أو ضيق، ضمن نطاق من التعتيم والغموض».

## تاريخ
اللغة الإنجليزية هي لغة جرمانية غربية نشأت من اللهجات الأنجلو فريزيان التي جلبها المستوطنون الجرمانيون إلى بريطانيا من أجزاء مختلفة مما هو الآن شمال غرب ألمانيا وشمال هولندا. كان السكان المقيمون في ذلك الوقت يتحدثون عمومًا ببريتونية مشتركة التنوع المعزول لسلتيك القاري، والذي تأثر بالاحتلال الروماني. تعايشت هذه المجموعة من اللغات (الويلزية، الكورنيش، الكمبريك) جنبًا إلى جنب مع اللغة الإنجليزية في العصر الحديث، ولكن نظرًا لبعدها عن اللغات الجرمانية، كان التأثير على اللغة الإنجليزية محدودًا بشكل ملحوظ. ومع ذلك، لا تزال درجة التأثير محل نقاش، وقد قيل مؤخرًا أن تأثيرها النحوي يفسر الابتكارات الجوهرية التي لوحظت بين اللغة الإنجليزية واللغات الجرمانية الغربية الأخرى.
في البداية، كانت اللغة الإنجليزية القديمة مجموعة متنوعة من اللهجات، مما يعكس الأصول المتنوعة للممالك الأنجلو ساكسونية في إنجلترا. واحدة من هذه اللهجات، أواخر غرب ساكسون، هيمنت في النهاية. بعد ذلك تأثرت اللغة الإنجليزية القديمة الأصلية بموجتين من الغزو: الأولى كانت من قبل متحدثين من الفرع الاسكندنافي للعائلة الجرمانية، الذين استقروا في أجزاء من بريطانيا في القرنين الثامن والتاسع. والثاني هو النورمانديون في القرن الحادي عشر، الذين تحدثوا النورمان القديمون وطوروا في النهاية مجموعة إنجليزية متنوعة تسمى الأنجلو نورمان. تسببت هاتان الغزوتان في جعل اللغة الإنجليزية «مختلطة» إلى حد ما (على الرغم من أنها لم تكن أبدًا لغة مختلطة حقًا بالمعنى الدقيق للكلمة؛ تنشأ اللغات المختلطة من التعايش بين المتحدثين بلغات مختلفة، الذين يطورون لغة هجينة للتواصل الأساسي).
كلما كانت اللغة الإنجليزية أكثر اصطلاحية وملموسة ووصفية، كانت من أصول أنجلو سكسونية. كلما كانت اللغة الإنجليزية أكثر فكرية وتجريدية، احتوت على التأثيرات اللاتينية والفرنسية على سبيل المثال. الخنازير (مثل الشوين الجرماني) هو الحيوان الموجود في الحقل الذي تمت تربيته من قبل الأنجلو ساكسون المحتلين ولحم الخنزير (مثل الشرفة الفرنسية) هو الحيوان على المائدة الذي يأكله المحتلون النورمانديون.
أدى التعايش مع الإسكندنافيين إلى تبسيط نحوي كبير وإثراء معجمي للجوهر الأنجلو فريزيان للغة الإنجليزية؛ أدى الاحتلال النورماندي اللاحق إلى تطعيم هذا الجوهر الجرماني بطبقة أكثر تفصيلاً من الكلمات من الفرع الرومانسي للغات الأوروبية. دخل هذا التأثير النورماني إلى اللغة الإنجليزية إلى حد كبير من خلال المحاكم والحكومة. وهكذا، تطورت اللغة الإنجليزية إلى لغة «مستعارة» تتسم بقدر كبير من المرونة وبها مفردات ضخمة.

## اللهجات
تختلف اللهجات واللهجات بين البلدان الأربعة في المملكة المتحدة، وكذلك داخل البلدان نفسها.
عادةً ما يتم تصنيف الأقسام الرئيسية على أنها الإنجليزية الإنجليزية (أو الإنجليزية كما تحدث في إنجلترا، والتي تشمل لهجات اللغة الإنجليزية الجنوبية، ولهجات البلد الغربي، ولهجات شرق وغرب ميدلاند الإنجليزية واللهجات الإنجليزية الشمالية)، ولستر الإنجليزية في أيرلندا الشمالية، ولهجات الإنجليزية الويلزية (وليس يجب الخلط بينه وبين اللغة الويلزية)، واللغة الإنجليزية الاسكتلندية (يجب عدم الخلط بينه وبين اللغة الاسكتلندية أو اللغة الغيلية الاسكتلندية). تختلف اللهجات البريطانية المختلفة أيضًا في الكلمات التي اقترضتها من لغات أخرى. في حوالي منتصف القرن الخامس عشر، كانت هناك نقاط يوجد فيها ما يقرب من 500 طريقة لتهجئة الكلمة ضمن اللهجات الخمس الرئيسية.
بعد آخر مسح رئيسي لللهجات الإنجليزية (1949-1950)، بدأت جامعة ليدز العمل في مشروع جديد. في مايو 2007، قدم مجلس أبحاث الآداب والعلوم الإنسانية منحة إلى ليدز لدراسة اللهجات الإقليمية البريطانية.
يقوم الفريق بغربلة مجموعة كبيرة من الأمثلة للكلمات والعبارات العامية الإقليمية التي تم طرحها بواسطة «مشروع الأصوات» الذي تديره هيئة الإذاعة البريطانية، حيث دعوا الجمهور لإرسال أمثلة من اللغة الإنجليزية التي لا تزال تُستخدم في جميع أنحاء البلاد. كما جمع مشروع أصوات البي بي سي المئات من المقالات الإخبارية حول كيفية تحدث البريطانيين باللغة الإنجليزية بدءًا من الشتائم وصولاً إلى العناصر الموجودة في مدارس اللغات. سيتم أيضًا تجميع هذه المعلومات وتحليلها من قبل فريق جونسون لكل من المحتوى ومكان الإبلاغ عنها. «ربما كان الاكتشاف الأكثر روعة في دراسة الأصوات هو أن اللغة الإنجليزية متنوعة أكثر من أي وقت مضى، على الرغم من حركتنا المتزايدة والتعرض المستمر لللهجات واللهجات الأخرى من خلال التلفزيون والراديو». عند مناقشة منح المنحة في عام 2007، ذكرت جامعة ليدز:

### إقليمي
يتحدث معظم الناس في بريطانيا بلهجة عامية أو لكنة إقليمية. ومع ذلك يتحدث حوالي 2٪ من البريطانيين بلكنة تُدعى النطق المتوارث (Received Pronunciation) (يُطلق عليها أيضًا «إنجليزية الملكة» و«إنجليزية أوكسفورد» و«إنجليزية البي بي سي»،) وهي في الأساس لا تخص منطقة بعينها. وهي مشتقة من المزج بين اللهجات التي يتحدث بها أهل ميدلاندز والمناطق الجنوبية في لندن في أوائل العصر الحديث. كثيرًا ما تستخدم هذة اللهجة كنموذج لتدريس اللغة الإنجليزية للدارسين الأجانب.
يوجد في الجنوب الشرقي لهجات مختلفة بشكل كبير، مثلاً لهجة كوكني التي يتحدث بها بعض سكان شرق لندن والتي هي مختلفة بشكل لافت للنظر عن لهجة «النطق المتوارث». ففي بعض الأحيان تكون عامية وقافية لهجة الكوكني صعبة الفهم على غير المنتمين للمناطق التي تتحدث هذة اللهجة (وهذا كان مقصودًا ومتعمدًا من البداية)، وهذا على الرغم من أن نطاق استخدامها كثيرا ما يكون مبالغا فيه إلى حد ما.
اكتسبت إنجليزية منطقة مصب نهر التايمز مكانة بارزة في العقود الأخيرة، حيث أنها تمتلك بعض من ميزات لهجة النطق المتوارث وبعضًا من لهجة كوكني. في لندن نفسها لا تزال اللهجة المحلية الأكثر انتشارًا تتغير حتى الآن، فهي متأثرة جزئيًا بطريقة النطق الكاريبي. جلب المهاجرون إلى المملكة المتحدة في العقود الأخيرة العديد من اللغات إلى البلاد. بدأت الاستطلاعات في عام 1979م التي أُجريت من قبل هيئة تعليم لندن الداخلية واكتشفت أن أكثر من 100 لغة يتم التحدث بها محليًا من قبل أسر أطفال المدارس في وسط المدينة. ونتيجة لذلك يتحدث سكان لندن بمزيج من اللهجات، وتختلف اللهجات على حسب العرق، والحي، والطبقة، والعمر، والتنشئة، وعوامل أخرى متنوعة.
منذ الهجرة الداخلية الجماعية إلى نورثهامبتونشاير في الأربعينيات من القرن الماضي وموقعها بين العديد من مناطق اللهجات الرئيسية، أصبحت نورثهامبتونشاير مركزًا لتطورات مختلفة. في نورثهامبتون تأثرت اللهجة القديمة بالتدفق الزائد للسكان إلى لندن. هناك لهجة معروفة محليًا باسم لهجة كيترينج وهي لهجة انتقالية بين منطقتى شرق ميدلاند وشرق أنجليا، وهي آخر لهجة في منطقة ميدلاندز الجنوبية التي تستخدم حرف "a" الواضح في كلمات مثل bath ،grass (أي barth ،grarss). على العكس ذلك يستخدم حرف "a" الرقيق في كلمات مثل crass ،plastic. على بعد أميال قليلة شمال غرب ليسيسترشاير يصبح الحرف "a" الرقيق أكثر انتشارًا بشكل عام. في بلدة كوربي على بعد خمسة أميال (8 كم) شمالًا، يمكن للمرء أن يجد لهجة كوربينيت والتي هي عكس لهجة كيترينج، حيث أنها متأثرة إلى حد كبير باللهجة الاسكتلندية الغربية.
وبالإضافة إلى ذلك يستطيع العديد من البريطانيين إلى حد ما تقليل حدة لهجاتهم مؤقتا نحو شكل أكثر حيادية من اللغة الإنجليزية الأصلية كيفما شاءوا، وذلك للحد من الصعوبة التي تنطوي عليها هذة اللهجات المختلفة جدا، أو عند التحدث مع الأجانب.